# Trichobius intermedius
Trichobius intermedius är en tvåvingeart som beskrevs av Peterson och Hurka 1974. Trichobius intermedius ingår i släktet Trichobius och familjen lusflugor. Inga underarter finns listade i Catalogue of Life.